# Youness Bengelloun
Youness Bengelloun (Parijs, 3 januari 1983) is een Marokkaans-Frans voetballer die bij voorkeur als verdediger speelt. Sinds 2015 speelt hij bij R. White Star Bruxelles.

## Carrière
In 2009 had Bengelloun een proefperiode bij de Schotse club Hibernian, hier kreeg hij echter geen contract.
Op 21 augustus 2014 werd Bengelloun gedraft door FC Goa voor het eerste seizoen van de Indian Super League. In de met 2–1 verloren wedstrijd tegen Chennaiyin maakte hij zijn debuut voor de club uit India en gaf in de 65e minuut de assist op een doelpunt van Grégory Arnolin. Bijna een maand later, op 13 november, maakte Bengelloun zijn eerste doelpunten voor Goa. In de wedstrijd tegen Delhi Dynamos scoorde hij in zowel de achttiende, als de 48e minuut.

## Erelijst

### MetPanserraikos
| Competitie   | Winnaar | Winnaar | Runner-up | Runner-up |
| Competitie   | Aantal  | Jaren   | Aantal    | Jaren     |
| ------------ | ------- | ------- | --------- | --------- |
| Nationaal    |         |         |           |           |
| Beta Ethniki | 1x      | 2008    |           |           |